# Piotr Ianulov
Piotr Ianulov (27 de febrero de 1986) es un deportista moldavo que compite en lucha libre.
Ganó una medalla de plata en los Juegos Europeos de Bakú 2015 y una medalla de plata en el Campeonato Europeo de Lucha de 2019, ambas en la categoría de 86 kg.

## Palmarés internacional
| Juegos Europeos    | Juegos Europeos    | Juegos Europeos  | Juegos Europeos |
| Año                | Lugar              | Medalla          | Categoría       |
| ------------------ | ------------------ | ---------------- | --------------- |
| 2015               | Bakú (Azerbaiyán)  | Medalla de plata | 86 kg           |
| Campeonato Europeo |                    |                  |                 |
| Año                | Lugar              | Medalla          | Categoría       |
| 2019               | Bucarest (Rumania) | Medalla de plata | 86 kg           |